# Butomus junceus
Butomus junceus — вид рослин з родини сусакових (Butomaceae); населяє Східний Сибір та пустельно-степові області Середньої Азії.

## Опис
Багаторічна рослина, 20–60 см заввишки. Кореневище до 5 мм в діаметрі, з ниткоподібними, жовтуватими корінням. Листки сизо-зелені, прямостоячі, вузько-лінійні, до 3 мм завширшки, вгорі гостро-кілюваті, у занурених форм — плавучі, м'які, не кілюваті. Квітки в зонтику по 5–12(15), ≈ 1.5 см в діаметрі. Чашолистки фіолетові. Пелюстки блідо-рожеві.

## Поширення
Населяє Східний Сибір, Монголію, Киргизстан, Таджикистан. Зростає на берегах і в воді річок, озер, засолених болотах, вогких луках.